# 伊東恵美子
伊東 恵美子（いとう えみこ、1957年7月10日 - ）は、日本の地方公務員。昭和区長や、名古屋市財政局長等を経て、女性初の名古屋市副市長、名古屋市土地開発公社理事長。

## 人物・経歴
1980年名古屋大学経済学部卒業。山崎研治ゼミ出身。同年名古屋市役所入庁。昭和区長や、名古屋市監査事務局長等を経て、2015年名古屋市財政局長。2017年に堀場和夫とともに名古屋市副市長に就任。名古屋市初の女性副市長となり、子ども政策や、福祉政策、財政政策などを担当した。2018年名古屋競馬株式会社取締役。名古屋市土地開発公社理事長、名古屋西部ソイルリサイクル取締役、全国市有物件災害共済会理事兼務。2021年、任期満了で副市長を退任。同年名古屋競馬株式会社取締役。